# Paul Glasserman
Paul Glasserman est un mathématicien américain né en 1962, spécialisé en  statistique, stochastique et mathématiques financières, notamment dans les méthodes de Monte Carlo, et la tarification des produits dérivés.

## Biographie
Glasserman a obtenu son baccalauréat ès arts à l'université de Princeton en 1984. Il a obtenu son doctorat (Ph.D.) en 1988 à l'université Harvard. Il a ensuite travaillé d'abord aux Laboratoires Bell. Depuis 1991, il est professeur à la Columbia Business School de l'université Columbia.

## Publications
Les publications de Glasserman incluent le livre intitulé  Monte Carlo Methods in Financial Engineering, pour lequel il a reçu le prix Frederick W. Lanchester en 2006 et le prix I-Sim Outstanding Publication Award  en 2005.

## Prix, distinctions et responsabilités
Glasserman était bénéficiaire d'un Presidential Young Investigator Award de 1994 à 1999, d'un IBM University Partnership Award de 1998 à 2001, et en 1992 récipiendaire du TIMS Outstanding Simulation Publication Award ; il a reçu le prix Erlang en 1996, et en 2006 le IMS Médaillon de l'Institute of Mathematical Statistics. Il est également membre du FDIC Center for Financial Research depuis 2004. Il a reçu le prix Wilmott en 2004 « for Cutting-Edge Research in Quantitative Finance » et le prix Quant of the Year 2007 du magazine Risk . Il a été nommé INFORMS Fellow en 2008. En 1994 et 2000, il a reçu le Prix du doyen pour l'excellence en enseignement. En 2020, il a reçu le prix de l'ingénieur financier de l'année.
Glasserman est membre du comité de rédaction de Finance & Stochastics, Mathematical Finance, Journal of Computational Finance et SIAM Journal on Financial Mathematics .
Il est membre du Education and Standards Committee de l'association PRMIA (Professional Risk Managers International Association) et siège également à son conseil consultatif académique.

## Publications
- Paul Glasserman, Monte Carlo methods in financial engineering, Springer, 2004, 602 p. (ISBN 0-387-00451-3)
- Paul Glasserman et Mark Nathan Broadie, Hedging with trees : advances in pricing and risk managing derivatives, Risk, 1998, 262 p. (ISBN 0-585-19599-4)
- Paul Glasserman, Gradient estimation via perturbation analysis, Kluwer Academic Publishers, coll. « The Springer International Series in Engineering and Computer Science », 1991, 244 p. (ISBN 0-7923-9095-4)